# Federico Marchetti
Federico Marchetti (Bassano del Grappa, 1983. február 7. –) olasz válogatott labdarúgó, kapus, Jelenleg a Genoa játékosa.

## Pályafutása
Utánpótlás éveit a Torinonál töltötte, majd kölcsönadták a Pro Vercellinek és más Serie C1 és Serie C2 csapatoknak. Ezután a Torinohoz igazolt, mint második számú hálóőr, de 2005 januárjában a Torino megvette első kapusának Gianluca Bertit. Visszament a Pro Vercellibe, majd a 2005–06 idényt a Biellesenél töltötte.
A 2007–08-as idényben nem nyújtott kiemelkedő teljesítményt, ezért kölcsönben a Leccéhez került. Ezt követően megnyerte a Serie B legjobb kapusának járó díjat, így jelentős ajánlatokat kapott Serie A-s csapatoktól. 2008 júniusában az AlbinoLeffe kölcsönadta Marchettit a Cagliarinak.
Az első Serie A idényében  Marchetti megerősítette helyét a Cagliari kezdőcsapatában.
2011 nyarán csatlakozott a SS Lazio csapatához.

### Válogatott
2009 májusában miután meggyőző teljesítményt nyújtott a Cagliari kapujában, Marchetti behívót kapott az olasz labdarúgó-válogatottba Marcello Lippitől. A meccset Olaszország uralta, és könnyedén 3-0-ra nyerte Észak-Írország ellen, ahol a fiatal hálóőr hatalmas bravúrokat mutatott be.Első tétmérkőzését a válogatottban 2009. október 14-én a világbajnoki selejtezők utolsó fordulójában lépett pályára hazai pályán Ciprus ellen, ahol az Olasz nemzeti csapat bravúros hajrával 0-2 ről fordítva 3-2 re diadalmaskodott. A 2010-es világbajnokságon az első mérkőzés félidejében váltotta a megsérülő Buffont, és végigvédte az Új-Zéland, ill. a Szlovákia elleni mérkőzéseket. A válogatott azonban meglepetésre utolsó lett a csoportjában.

## Sikerei, díjai
- SS Lazio:
  - Olasz kupa (1): 2012-13

1. ↑  http://www.sslazio.it/it/tesserati/prima-squadra/player/2/Marchetti. (Hozzáférés: 2017. április 25.)